# Pan Čao
Pan Čao (čínsky pchin-jinem Bān Zhāo, znaky 班昭; asi 45 – asi 117, nebo asi 48 – asi 112), zdvořilostním jménem Chuej-pan (čínsky pchin-jinem Huìbān, znaky 惠班) byla čínská básnířka a historička, dcera Pan Piaoa, sestra Pan Kua.

## Život
Pan Čao byla dcerou historika Pan Piaoa, a proto získala mimořádně kvalitní vzdělání. Její manžel, Cchao Šou (曹壽), zemřel, když byla mladá. Znovu se nevdala. Byla vychovatelkou (nü-kuan, 女官) žen císařské rodiny. Císařovna vdova Teng (鄧太后) ji v době svého regentství za mladého císaře Šanga používala i jako rádkyni v politických záležitostech.
Po smrti bratra Pan Kua (zemřel roku 92) se ujala jeho životního díla – Chan-šu (Dějiny dynastie Chan) – a kolem roku 110 jej dokončila, když sestavila osm kapitol Tabulek a s pomocí matematika Ma Süa napsala kapitolu o astronomii. Sepsala také Přikázání pro ženy (Nü-ťie, 女誡), příručku definující roli žen ve společnosti. Pro svou cudnost a vzdělanost byla považována za vzor ženy. Pan Čao, je líčen v knize Wu-šuang pchu (neboli Seznam jedinečných hrdinů).